# Dunai Csenge
Dunai Csenge (Vác, 1992. június 24. –) magyar színésznő. 

## Életpályája
2007–2011 között a Nemes Nagy Ágnes Művészeti Szakközépiskola dráma tagozatos tanulója volt. 2011–2013 között a Pesti Magyar Színiakadémián tanult. 2013–2018 között a Kaposvári Egyetem színművész szakos hallgatója volt. 2018-2022 között a Győri Nemzeti Színház tagja volt.

## Fontosabb színházi szerepei

### Győri Nemzeti Színház
- Marc Norman–Tom Stoppard–Lee Hall: Szerelmes Shakespeare – Viola
- Szigligeti Ede: Liliomfi – Mariska
- Ken Ludwig: A hőstenor – Maggie
- Kszel Attila: Róma réme – Honória / Réka
- Kszel Attila: La Fontaine, avagy a csodák éjszakája – Csenge néni
- Carlo Goldoni: Chioggiai csetepaté – Checca, Libera másik húga
- Szabó Magda: Régimódi történet – Gacsáry Emma / Jablonczay Lenke
- Tasnádi István: Szibériai csárdás – Dina Holotkova
- Heltai Jenő: A tündérlaki lányok – Boriska
- Anton Pavlovics Csehov: Sirály – Nyina Zarecsnaja
- Mikszáth Kálmán–Závada Pál: Különös házasság – Dőry Mária
- Szabó Magda: Abigél – Vitay Georgina
- Makszim Gorkij: Éjjeli menedékhely – Vaszilisza Karpovna
- Lőrinczy Attila: Balta a fejbe – Csajszi
- Vladislav Vančura: Szeszélyes nyár – Anna
- Verebes Ernő – Cervantes: Don Quijote
- Petőfi Sándor: János vitéz
- Agatha Christie: Az egérfogó – Mollie Ralston
- Tracy Letts: Augusztus Oklahomában – Jean Fordham

## Filmes és televíziós szerepei
- Pepe (2023) Bíborka
- Gólkirályság (2023) Pincérnő
- A Király (2022–2023) Vokalista
- Jóban Rosszban (2021–2022) Bolgár Natasa
- Paraziták a Paradicsomban (2018)